# Warren M. Washington
Warren Morton Washington est né le 28 août 1936 à Portland et mort le 18 octobre 2024, était un scientifique américain de l'atmosphère, président du Conseil national des sciences (en) et chercheur distingué au National Center for Atmospheric Research (NCAR) à Boulder, Colorado . Ses recherches ont été menées dans le cadre du Groupe d'experts intergouvernemental sur l'évolution du climat des Nations Unies, qui a partagé le Prix Nobel de la paix 2007 (en) avec Al Gore . En 2019, il a reçu le prix Tyler pour ses réalisations environnementales .

## Jeunesse et éducation
Washington est né à Portland, dans l'Oregon, le 28 août 1936. Son père travaillait comme porteur Pullman (en) pour l'Union Pacific Railroad et sa mère était infirmière.
Il est diplômé à l'Université d'État de l'Oregon (OSU) avec un BS en physique en 1958 et un MS en sciences générales en 1960.
En 1964, Washington a obtenu un doctorat en météorologie de l'Université d'État de Pennsylvanie, devenant ainsi le deuxième Afro-Américain aux États-Unis à obtenir un doctorat en météorologie . En 2019, le bâtiment Warren M. Washington dans l'Innovation Park de Penn State a été inauguré en l'honneur de Washington pour sa carrière et ses contributions à son alma mater.

## Carrière
Washington était un expert internationalement reconnu en sciences atmosphériques et en recherche climatique, spécialisé dans la modélisation informatique du climat de la Terre . Il a rejoint le Centre national de recherche atmosphérique (NCAR) en 1963 en tant que scientifique, puis a gravi les échelons pour devenir scientifique principal en 1975,. Il a été nommé au Conseil national des sciences (en) (NSB) en 1994, reconduit dans ses fonctions en 2000 et en est devenu président de 2002 à 2006 . Français En 1998, il a été nommé au Conseil consultatif scientifique de la National Oceanic and Atmospheric Administration (NOAA) ; en 1999, il a été élu par le Conseil d'administration de la Woods Hole Oceanographic Institution (WHOI) comme membre de la société pour un mandat de trois ans ; en 2000, il a été nommé membre du Comité consultatif sur le calcul scientifique avancé par le Secrétaire à l'Énergie des États-Unis ; et en février 2009, il a été élu à la National Academy of Engineering (NAE) « pour avoir été le pionnier du développement de modèles climatiques couplés, de leur utilisation sur des architectures de supercalcul parallèles et de leur interprétation. »  Ses articles scientifiques et politiques sont archivés dans la collection Warren M. Washington à la bibliothèque du Centre national de recherche atmosphérique.

## Prix et distinctions
Washington a reçu le prix du service exceptionnel du programme de recherche biologique et environnementale du département de l'Énergie des États-Unis pour la science atmosphérique en 1997, pour le développement et l'application de modèles de circulation générale couplés atmosphère-océan (GCM) avancés pour étudier les impacts des activités humaines sur le climat futur.
En 1999, Washington a reçu le prix de modernisation du National Weather Service (NWS).
En janvier 2000, Washington a reçu le prix Charles Anderson de l' American Meteorological Society (AMS) pour ses efforts pionniers en tant que mentor et partisan passionné d'individus, de programmes éducatifs et d'initiatives de sensibilisation conçus pour favoriser une population diversifiée de scientifiques de l'atmosphère. Il était également membre honoraire et ancien président de l'AMS.
En mars 2000, Washington a reçu le prix Celebrating 20th Century Pioneers in Atmospheric Sciences à l'Université Howard et en avril 2000 le prix May Bonfils Stanton (en) du Colorado en reconnaissance de ses contributions significatives et uniques dans le domaine scientifique.
En 2007, les recherches de Washington ont été incluses dans le Groupe d'experts intergouvernemental sur l'évolution du climat des Nations Unies, un groupe d'étude et de conseil des Nations Unies qui a partagé le Prix Nobel de la paix 2007 (en) avec Al Gore, l'ancien vice-président des États-Unis.
En 2009, il a été élu membre de l' Académie américaine des arts et des sciences (AAAS).
En 2010, le président Barack Obama a décerné à Washington la Médaille nationale des sciences pour 2009.
En 2019, Washington et Michael E. Mann ont reçu le prix Tyler pour leurs réalisations environnementales, reconnu comme la plus haute distinction dans le domaine du travail lié à l'environnement.
Washington a donné la conférence Ambrose Jearld Jr. (en) 2019 parrainée par la Woods Hole Diversity Initiative.
Il était membre de l' American Philosophical Society (APS) et a reçu des doctorats honorifiques de l'Oregon State University et du Bates College .

## Vie personnelle
Le premier mariage de Washington avec LaRae Herring a donné naissance à trois enfants : Teri Ciocco, Kim Washington Pierce et Tracy Cannon-Smith, MD, chirurgien urologue. Son mariage avec Herring s'est terminé par un divorce. En 1979, il épouse Joan Ann Hunt, décédée en 1987. En 1993, il a épousé Mary (née Curtis) Washington.
Il avait dix petits-enfants, dont le joueur de football professionnel Reggie Cannon.

## Mort et héritage
Washington est décédé à son domicile de Denver, dans le Colorado, le 18 octobre 2024, à l'âge de 88 ans,.

## Publications
- Washington, Warren M; Washington, Mary C (2008). « Odyssée de la modélisation climatique, du réchauffement climatique et du conseil à cinq présidents »[7]:
- Washington, Warren M; Parkinson, Claire L. (2005). « Introduction à la modélisation climatique tridimensionnelle »[8];
- Hu, Aixue; Xu, Yangyang; Claudia Tebaldi (en) et al. (2013) . « L’atténuation des polluants climatiques à courte durée de vie ralentit l’élévation du niveau de la mer ».